# 次の内閣
- 影の内閣 > 次の内閣
- 民主党 (日本 1998-2016) > 次の内閣
- 民進党 > 次の内閣
- 立憲民主党 (日本 2020) > 次の内閣

次の内閣（つぎのないかく）は、立憲民主党が2022年9月に設置した政策決定機関。英文名は「Next Cabinet（ネクスト・キャビネット、NC）」。本頁では、前身の民主党及び民進党が1999年10月から2009年9月、2012年12月から2017年10月までの期間に設置していた政策決定機関についても記載する。

## 概説
「次の内閣」は自由民主党総務会と同じく、常設の最高政策決定機関である。政権与党でない場合に設置される。この場合、執行役員会より、党の政策に関しての審議及び決定が「次の内閣」ヘ委譲される。
民主党、民進党時は毎週火曜日の午後5時に衆議院第二議員会館地下二階の党会議室にて『次の内閣』閣議が開いていた。
自民党総務会は党運営に関する件も対象にしているのに対し、民主党時代に総務会を次の内閣設置と同時に廃止したため、党運営は常任幹事会が担当する。党運営と政策決定の組織を分離させ、党内事情による政策の歪曲を防ぎ政策立案の透明化する狙いがある。

### 歴史
1999年10月、菅直人前代表の提言により鳩山由紀夫代表（当時）が、イギリスの影の内閣、日本社会党の社会党シャドーキャビネット、新進党・自由党の明日の内閣を参考に設置した。発足時は「ネクストキャビネット」という名称であったが、2003年に「次の内閣」と名称を変更している。
2009年9月に、民主党は社会民主党、国民新党と共に政権与党となったため廃止されたが、2012年12月の政権からの下野に伴い、再び設置された。民進党への党名変更後も引き続き設置されていたが、2017年10月の第48回衆議院議員総選挙への対応をめぐり次の内閣閣僚を含む所属議員の大半が離党したため自然消滅し、同選挙以降の大塚耕平代表時代および後継政党である旧・国民民主党、さらに民進党から分裂した旧・立憲民主党では設置されていなかった。また、旧・立憲民主党や旧・国民民主党の議員が合流した新・立憲民主党では、2021年9月9日に福山哲郎幹事長は衆院選に向けて政権獲得時の閣僚候補を明らかにする方針を示したが、結局発表等は行われず、枝野幸男代表時代は実効性が伴わないとして設置されなかった。その後、2022年8月26日、泉健太代表が設置することを表明した。

### 組織
党内での政策決定プロセスは、政務調査会（民主党時代は政策調査会）・部門会議・調査会では政策の基本方針や政府・他党議員提出の法案への対応、さらに党議員の議員立法の検討が行われるが、それらがとりまとめた案件が『次の内閣』の閣議に提出され審議される。次の内閣で承認されたものが党の方針となる。
『次の内閣』の閣僚は、党代表をネクスト内閣総理大臣、党所属国会議員をネクスト国務大臣として組織する。ただし、半数を超えない範囲で党員以外の者や国会議員でない者をネクスト大臣とすることができる。原則として実在する閣僚の役職の頭に「ネクスト」を付けた名称となる。代表が『次の内閣』閣僚を選任し、両院議員総会にて承認を得る。ネクスト大臣の下には、ネクスト副大臣が補佐として任命される。ネクスト大臣は、党の部門会議・調査会の座長・会長を兼ね、また国会でも該当する委員会に所属する（前原誠司『次の内閣』以後は各委員会の筆頭理事）。
慣例として政務調査会長（民主党時代は政策調査会長）はネクスト官房長官に選任される。また、代表代行が置かれている場合は、ネクスト副総理に選任されることがある。過去には、幹事長がネクスト無任所大臣として『次の内閣』に参加していた。

### 実際の内閣との相違点
政権交代後
『次の閣僚』は、民主党が単独で政権交代を実現した場合にそのまま内閣を構成する閣僚名簿になるか明確にされてこなかった。2009年8月の総選挙で民主党が大勝したが、翌月の鳩山由紀夫内閣発足時に当時の『次の内閣』のメンバーで入閣したのは、20人中6人だけであった。この点は自由民主党シャドウ・キャビネットにおいても同様で、実際の第2次安倍内閣で入閣したのは、「安倍晋三シャドウ・キャビネット」の17人のうち甘利明と稲田朋美と新藤義孝の3人のみで、いずれも担当職が異なった。
法制上の違い
『次の内閣』の閣僚数が内閣法で定められた閣僚定員を超えている例がある。また、『次の内閣』の閣僚には、国家公安委員長や沖縄及び北方対策担当大臣など法律で明記されている閣僚ポストが充てられていない例がある。内閣府特命担当大臣やその他の国務大臣としての担当事項については自民党政権下における職名や担当事項、人数などが異なる場合がある。

## 民主党歴代「次の内閣」閣僚名簿

### 鳩山由紀夫「ネクスト・キャビネット」
1999年10月1日発足。
発表当初は役職名として「委員長」が使用されたが、国会における常任委員長などとの混同を避けるため、10月8日に「ネクストキャビネット大臣・○○担当」（略称：○○ネクスト大臣）が使用されるようになった。
| 鳩山「ネクスト・キャビネット」名簿   | 氏名       |
| ------------------------------------ | ---------- |
| 首相                                 | 鳩山由紀夫 |
| 官房長官                             | 菅直人     |
| 無任所大臣                           | 川端達夫   |
| 外交・安保ネクスト大臣               | 伊藤英成   |
| 予算・決算ネクスト大臣               | 横路孝弘   |
| 財政・金融ネクスト大臣               | 岡田克也   |
| 消費者・産業ネクスト大臣             | 足立良平   |
| 社会資本整備ネクスト大臣             | 前原誠司   |
| 雇用・社会保障ネクスト大臣           | 今井澄     |
| 地方分権・政治・行政改革ネクスト大臣 | 松本龍     |
| 環境・農水ネクスト大臣               | 佐藤謙一郎 |
| 教育・科学技術ネクスト大臣           | 松沢成文   |
| 情報・通信ネクスト大臣               | 小沢鋭仁   |
| 司法ネクスト大臣                     | 江田五月   |
| 男女共同参画・人権・総務ネクスト大臣 | 千葉景子   |

### 第2次鳩山由紀夫「ネクスト・キャビネット」
2000年9月9日発足。
| 第2次鳩山「ネクスト・キャビネット」名簿 | 氏名              |
| --------------------------------------- | ----------------- |
| 首相                                    | 鳩山由紀夫        |
| 官房長官                                | 菅直人            |
| 官房副長官                              | 岡田克也 赤松広隆 |
| 外交・安全保障ネクスト大臣              | 伊藤英成          |
| 決算・行政監視ネクスト大臣              | 上田清司          |
| 財政・金融ネクスト大臣                  | 峰崎直樹          |
| 消費者・産業ネクスト大臣                | 北橋健治          |
| 社会資本整備ネクスト大臣                | 前原誠司          |
| 雇用・社会保障ネクスト大臣              | 今井澄            |
| 地方分権・政治・行政改革ネクスト大臣    | 玄葉光一郎        |
| 環境・農水ネクスト大臣                  | 佐藤謙一郎        |
| 教育・科学技術ネクスト大臣              | 山谷えり子        |
| 情報・通信ネクスト大臣                  | 大畠章宏          |
| 司法ネクスト大臣                        | 小川敏夫          |
| 男女共同参画・人権・総務ネクスト大臣    | 石毛鍈子          |

### 第2次鳩山由紀夫改造「ネクスト・キャビネット」
2000年12月6日発足。
中央省庁再編にともないネクスト大臣が各省庁と対応するように配置された。
| 第2次鳩山改造「ネクスト・キャビネット」名簿                | 氏名                       |
| ---------------------------------------------------------- | -------------------------- |
| 内閣総理大臣                                               | 鳩山由紀夫                 |
| 官房長官                                                   | 菅直人                     |
| 官房副長官                                                 | 岡田克也 赤松広隆 仙谷由人 |
| 総務ネクスト大臣（地方分権・政治・行政改革）               | 玄葉光一郎                 |
| 法務ネクスト大臣（司法）                                   | 小川敏夫                   |
| 外交・安全保障ネクスト大臣                                 | 伊藤英成                   |
| 財務金融ネクスト大臣（財政・金融）                         | 峰崎直樹                   |
| 文部科学ネクスト大臣（教育・科学技術）                     | 山谷えり子                 |
| 厚生労働ネクスト大臣（雇用・社会保障）                     | 今井澄                     |
| 環境・農林水産ネクスト大臣                                 | 佐藤謙一郎                 |
| 経済産業ネクスト大臣（消費者・産業）                       | 北橋健治                   |
| 社会資本整備ネクスト大臣                                   | 前原誠司                   |
| 行政監視ネクスト大臣（決算・行政監視）                     | 上田清司                   |
| 情報通信ネクスト大臣                                       | 大畠章宏                   |
| 女性・人権・消費者ネクスト大臣（男女共同参画・人権・総務） | 石毛鍈子                   |

### 第3次鳩山由紀夫「ネクスト・キャビネット」
2001年9月8日発足。
| 第3次鳩山「ネクスト・キャビネット」名簿                       | 氏名                                                           |
| ------------------------------------------------------------- | -------------------------------------------------------------- |
| NC総理大臣                                                    | 鳩山由紀夫                                                     |
| NC副総理                                                      | 菅直人                                                         |
| NC官房長官 NC経済財政政策担当大臣                             | 岡田克也                                                       |
| NC男女共同参画、人権・消費者、沖縄･北方対策、科学技術担当大臣 | 岡崎トミ子（2001年12月4日退任） 枝野幸男（2001年12月11日就任） |
| NC公安・防災担当大臣                                          | 枝野幸男                                                       |
| NC行政改革・規制改革担当大臣                                  | 野田佳彦                                                       |
| NC総務大臣                                                    | 玄葉光一郎                                                     |
| NC法務大臣                                                    | 江田五月                                                       |
| NC外務大臣                                                    | 鹿野道彦（2002年2月13日退任） 伊藤英成（2002年2月13日就任）    |
| NC安全保障担当大臣                                            | 伊藤英成                                                       |
| NC財務大臣                                                    | 峰崎直樹                                                       |
| NC金融担当大臣                                                | 五十嵐文彦                                                     |
| NC文部科学大臣                                                | 中野寛成                                                       |
| NC厚生労働大臣                                                | 金田誠一（2002年1月22日退任） 山本孝史（2002年1月22日就任）    |
| NC農林水産大臣                                                | 筒井信隆                                                       |
| NC経済産業大臣                                                | 北橋健治                                                       |
| NC国土交通大臣                                                | 樽床伸二                                                       |
| NC環境大臣                                                    | 小宮山洋子                                                     |

### 第4次鳩山由紀夫「ネクスト・キャビネット」
2002年10月3日発足。
| 第4次鳩山「ネクスト・キャビネット」名簿                                                  | 氏名       |
| ---------------------------------------------------------------------------------------- | ---------- |
| NC総理大臣                                                                               | 鳩山由紀夫 |
| NC官房長官                                                                               | 海江田万里 |
| NC経済財政政策担当大臣 官房副長官                                                        | 北橋健治   |
| NC内閣府担当大臣（警察・防災、男女共同参画、人権・消費者、 沖縄･北方対策、科学技術担当） | 岡崎トミ子 |
| NC行政改革・規制改革担当大臣                                                             | 岩國哲人   |
| NC総務大臣                                                                               | 島聡       |
| NC法務大臣                                                                               | 平岡秀夫   |
| NC外務・安全保障大臣                                                                     | 伊藤英成   |
| NC財務大臣                                                                               | 円より子   |
| NC金融担当大臣                                                                           | 五十嵐文彦 |
| NC厚生労働大臣                                                                           | 五島正規   |
| NC農林水産大臣                                                                           | 筒井信隆   |
| NC経済産業大臣                                                                           | 小沢鋭仁   |
| NC文部科学大臣                                                                           | 肥田美代子 |
| NC国土交通大臣                                                                           | 佐藤謙一郎 |
| NC環境大臣                                                                               | 小林守     |
| NC総合雇用対策担当大臣                                                                   | 城島光力   |

### 菅直人「次の内閣」
2002年12月17日発足。
| 菅「次の内閣」名簿                                         | 氏名              |
| ---------------------------------------------------------- | ----------------- |
| ネクスト総理大臣                                           | 菅直人            |
| ネクスト国務大臣                                           | 岡田克也          |
| ネクスト官房長官                                           | 枝野幸男          |
| ネクスト行革担当大臣                                       | 中川正春          |
| ネクスト経済財政担当大臣（経済戦略会議座長）               | 仙谷由人          |
| ネクスト総合雇用政策特命担当大臣                           | 城島光力          |
| ネクスト内閣・警察・防災、沖縄北方問題担当大臣             | 大畠章宏          |
| ネクスト男女共同参画、人権、消費者政策、子ども政策担当大臣 | 石毛鍈子          |
| ネクスト総務大臣                                           | 玄葉光一郎        |
| ネクスト法務大臣                                           | 千葉景子          |
| ネクスト外務大臣                                           | 伊藤英成          |
| ネクスト安全保障大臣                                       | 前原誠司          |
| ネクスト財務大臣                                           | 峰崎直樹          |
| ネクスト金融担当大臣                                       | 五十嵐文彦        |
| ネクスト文部科学大臣                                       | 牧野聖修          |
| ネクスト厚生労働大臣                                       | 五島正規          |
| ネクスト農林水産大臣                                       | 筒井信隆          |
| ネクスト経済産業大臣                                       | 小沢鋭仁          |
| ネクスト国土交通大臣                                       | 佐藤謙一郎        |
| ネクスト環境大臣                                           | 小林守            |
| ネクスト官房副長官                                         | 中川正春 朝日俊弘 |

### 政権交代に向けた閣僚予定者名簿
民主党は2003年11月4日（第43回衆議院議員総選挙の公示期間）に、総選挙で政権交代を実現した場合の閣僚予定者（7名）を以下の通り発表したが、当時の第1次菅直人「次の内閣」の人事とは異なるものであった。
| 予定役職                     | 氏名       |
| ---------------------------- | ---------- |
| 総理大臣                     | 菅直人     |
| 副総理大臣（外交・行革担当） | 小沢一郎   |
| 文部科学大臣                 | 鳩山由紀夫 |
| 無任所大臣（国会担当）       | 岡田克也   |
| 無任所大臣（地方主権担当）   | 田中康夫   |
| 財務大臣                     | 榊原英資   |
| 国土交通大臣                 | 山崎養世   |

### 第2次菅直人「次の内閣」
2003年12月11日発足。
| 第2次菅「次の内閣」名簿                                                                       | 氏名              |
| --------------------------------------------------------------------------------------------- | ----------------- |
| ネクスト総理大臣                                                                              | 菅直人            |
| ネクスト副総理大臣（政治改革・行政改革担当大臣）                                              | 小沢一郎          |
| ネクスト国務大臣                                                                              | 岡田克也          |
| ネクスト総務大臣                                                                              | 川端達夫          |
| ネクスト法務大臣                                                                              | 小宮山洋子        |
| ネクスト外務大臣                                                                              | 前原誠司          |
| ネクスト財務大臣                                                                              | 藤井裕久          |
| ネクスト文部科学大臣                                                                          | 牧野聖修          |
| ネクスト厚生労働大臣                                                                          | 古川元久          |
| ネクスト農林水産大臣                                                                          | 鹿野道彦          |
| ネクスト経済産業大臣                                                                          | 渡辺周            |
| ネクスト国土交通大臣                                                                          | 岩國哲人          |
| ネクスト環境大臣                                                                              | 近藤昭一          |
| ネクスト官房長官 ネクスト男女共同参画担当大臣                                                 | 枝野幸男          |
| ネクスト国家公安委員長（内閣委員会統括）、防災担当大臣 科学技術担当大臣、沖縄北方問題担当大臣 | 大畠章宏          |
| ネクスト防衛庁長官                                                                            | 松本剛明          |
| ネクスト経済財政・金融担当大臣                                                                | 五十嵐文彦        |
| ネクスト規制改革、人権・消費者問題、子ども政策担当大臣                                        | 原口一博          |
| ネクスト総合雇用対策担当大臣                                                                  | 水島広子          |
| ネクスト官房副長官                                                                            | 中川正春 小川勝也 |

### 岡田克也「次の内閣」
2004年5月20日発足。
| 岡田「次の内閣」名簿                                                                          | 氏名              |
| --------------------------------------------------------------------------------------------- | ----------------- |
| ネクスト総理大臣                                                                              | 岡田克也          |
| ネクスト国務大臣                                                                              | 藤井裕久          |
| ネクスト総務大臣                                                                              | 赤松広隆          |
| ネクスト法務大臣                                                                              | 小宮山洋子        |
| ネクスト外務大臣                                                                              | 前原誠司          |
| ネクスト財務大臣                                                                              | 野田佳彦          |
| ネクスト文部科学大臣                                                                          | 牧野聖修          |
| ネクスト厚生労働大臣                                                                          | 海江田万里        |
| ネクスト農林水産大臣                                                                          | 鹿野道彦          |
| ネクスト経済産業大臣                                                                          | 渡辺周            |
| ネクスト国土交通大臣                                                                          | 岩國哲人          |
| ネクスト環境大臣                                                                              | 荒井聰            |
| ネクスト官房長官 ネクスト男女共同参画担当大臣                                                 | 仙谷由人          |
| ネクスト国家公安委員長（内閣委員会統括）、防災担当大臣 科学技術担当大臣、沖縄北方問題担当大臣 | 大畠章宏          |
| ネクスト防衛庁長官                                                                            | 松本剛明          |
| ネクスト経済財政・金融担当大臣                                                                | 五十嵐文彦        |
| ネクスト規制改革、人権・消費者問題、子ども政策担当大臣                                        | 原口一博          |
| ネクスト総合雇用対策担当大臣                                                                  | 水島広子          |
| ネクスト官房副長官                                                                            | 古川元久 小川勝也 |

### 第2次岡田克也「次の内閣」
2004年9月10日発足。2005年9月15日に総辞職。
| 第2次岡田「次の内閣」名簿                                                                     | 氏名              |
| --------------------------------------------------------------------------------------------- | ----------------- |
| ネクスト総理大臣                                                                              | 岡田克也          |
| ネクスト副総理大臣                                                                            | 藤井裕久          |
| ネクスト国務大臣                                                                              | 川端達夫          |
| ネクスト総務大臣                                                                              | 五十嵐文彦        |
| ネクスト法務大臣                                                                              | 簗瀬進            |
| ネクスト外務大臣                                                                              | 鳩山由紀夫        |
| ネクスト財務大臣                                                                              | 野田佳彦          |
| ネクスト文部科学大臣                                                                          | 達増拓也          |
| ネクスト厚生労働大臣                                                                          | 横路孝弘          |
| ネクスト農林水産大臣                                                                          | 鮫島宗明          |
| ネクスト経済産業大臣                                                                          | 海江田万里        |
| ネクスト国土交通大臣                                                                          | 菅直人            |
| ネクスト環境大臣                                                                              | 佐藤謙一郎        |
| ネクスト官房長官                                                                              | 仙谷由人          |
| ネクスト政治改革担当大臣                                                                      | 岩國哲人          |
| ネクスト国家公安委員長（内閣委員会統括）、防災担当大臣 科学技術担当大臣、沖縄北方問題担当大臣 | 円より子          |
| ネクスト防衛庁長官                                                                            | 前原誠司          |
| ネクスト経済財政・金融担当大臣                                                                | 峰崎直樹          |
| ネクスト規制改革・産業再生担当大臣                                                            | 直嶋正行          |
| ネクスト男女共同参画、人権・消費者問題、子ども政策担当大臣                                    | 小宮山洋子        |
| ネクスト官房副長官                                                                            | 古川元久 小川敏夫 |

### 前原誠司「次の内閣」
2005年9月20日発足。
| 前原「次の内閣」名簿                               | 氏名       |
| -------------------------------------------------- | ---------- |
| ネクスト総理大臣                                   | 前原誠司   |
| ネクスト国務大臣                                   | 鳩山由紀夫 |
| ネクスト総務大臣（政治改革担当）                   | 渡辺周     |
| ネクスト郵政改革担当大臣                           | 原口一博   |
| ネクスト外務大臣                                   | 浅尾慶一郎 |
| ネクスト防衛庁長官                                 | 長島昭久   |
| ネクスト内閣府担当大臣                             | 大島敦     |
| ネクスト財務大臣（経済財政担当）                   | 峰崎直樹   |
| ネクスト金融担当大臣                               | 桜井充     |
| ネクスト厚生労働大臣                               | 仙谷由人   |
| ネクスト経済産業大臣                               | 若林秀樹   |
| ネクスト官房長官（規制改革担当）                   | 松本剛明   |
| ネクスト法務大臣                                   | 千葉景子   |
| ネクスト文部科学大臣                               | 鈴木寛     |
| ネクスト子ども、男女共同参画、人権・消費者担当大臣 | 小宮山洋子 |
| ネクスト農林水産大臣                               | 山田正彦   |
| ネクスト国土交通大臣                               | 長妻昭     |
| ネクスト環境大臣                                   | 長浜博行   |
| ネクスト官房副長官                                 | 直嶋正行   |

### 小沢一郎「次の内閣」
2006年4月11日発足。
| 小沢「次の内閣」名簿                                      | 氏名       |
| --------------------------------------------------------- | ---------- |
| ネクスト総理大臣                                          | 小沢一郎   |
| ネクスト副総理大臣                                        | 菅直人     |
| ネクスト国務大臣                                          | 鳩山由紀夫 |
| ネクスト総務大臣（政治改革担当）                          | 渡辺周     |
| ネクスト郵政改革担当大臣 ネクスト総合政策企画会議担当大臣 | 原口一博   |
| ネクスト外務大臣                                          | 浅尾慶一郎 |
| ネクスト防衛庁長官                                        | 長島昭久   |
| ネクスト内閣府担当大臣                                    | 大島敦     |
| ネクスト財務大臣（経済財政担当）                          | 峰崎直樹   |
| ネクスト金融担当大臣                                      | 桜井充     |
| ネクスト厚生労働大臣                                      | 仙谷由人   |
| ネクスト経済産業大臣                                      | 若林秀樹   |
| ネクスト官房長官（規制改革担当）                          | 松本剛明   |
| ネクスト法務大臣                                          | 千葉景子   |
| ネクスト文部科学大臣                                      | 鈴木寛     |
| ネクスト子ども、男女共同参画、人権・消費者担当大臣        | 小宮山洋子 |
| ネクスト農林水産大臣                                      | 山田正彦   |
| ネクスト国土交通大臣                                      | 長妻昭     |
| ネクスト環境大臣                                          | 長浜博行   |
| ネクスト官房副長官                                        | 直嶋正行   |

### 第2次小沢一郎「次の内閣」
2006年9月26日発足。
| 第2次小沢「次の内閣」名簿            | 氏名              |
| ------------------------------------ | ----------------- |
| ネクスト総理大臣                     | 小沢一郎          |
| ネクスト副総理大臣                   | 菅直人            |
| ネクスト国務大臣                     | 鳩山由紀夫        |
| ネクスト官房長官                     | 松本剛明          |
| ネクスト総務大臣                     | 武正公一          |
| ネクスト外務大臣                     | 山口壯            |
| ネクスト防衛大臣                     | 笹木竜三          |
| ネクスト内閣府担当大臣               | 朝日俊弘          |
| ネクスト財務大臣                     | 池田元久          |
| ネクスト金融担当大臣（経済財政担当） | 峰崎直樹          |
| ネクスト厚生労働大臣                 | 三井辨雄          |
| ネクスト経済産業大臣                 | 近藤洋介          |
| ネクスト法務大臣                     | 平岡秀夫          |
| ネクスト文部科学大臣                 | 藤村修            |
| ネクスト子ども、男女共同参画担当大臣 | 林久美子          |
| ネクスト農林水産大臣                 | 篠原孝            |
| ネクスト国土交通大臣                 | 伴野豊            |
| ネクスト環境大臣                     | 末松義規          |
| ネクスト官房副長官                   | 長妻昭 浅尾慶一郎 |

### 第3次小沢一郎「次の内閣」
2007年9月5日発足。
| 次の内閣「閣僚」                      | 氏名                                               |
| ------------------------------------- | -------------------------------------------------- |
| ネクスト総理大臣                      | 小沢一郎                                           |
| ネクスト副総理大臣                    | 菅直人 輿石東                                      |
| ネクスト国務大臣                      | 鳩山由紀夫                                         |
| ネクスト官房長官                      | 直嶋正行                                           |
| ネクスト総務大臣                      | 原口一博                                           |
| ネクスト外務大臣                      | 鉢呂吉雄                                           |
| ネクスト防衛大臣                      | 浅尾慶一郎                                         |
| ネクスト内閣府担当大臣 行革担当大臣   | 松井孝治                                           |
| ネクスト財務大臣                      | 中川正春                                           |
| ネクスト金融担当大臣 （経済財政担当） | 大畠章宏                                           |
| ネクスト厚生労働大臣                  | 山田正彦（2008年12月退任） 藤村修（2009年1月就任） |
| ネクスト年金担当大臣                  | 長妻昭                                             |
| ネクスト経済産業大臣                  | 増子輝彦                                           |
| ネクスト法務大臣                      | 細川律夫                                           |
| ネクスト文部科学大臣                  | 小宮山洋子                                         |
| ネクスト子ども、男女共同参画担当大臣  | 神本美恵子                                         |
| ネクスト農林水産大臣                  | 筒井信隆                                           |
| ネクスト国土交通大臣                  | 長浜博行                                           |
| ネクスト環境大臣                      | 岡崎トミ子                                         |
| ネクスト官房副長官                    | 長妻昭 福山哲郎                                    |

### 第5次鳩山由紀夫「次の内閣」
2009年5月19日発足。
政権交代後、2009年9月16日に発足した鳩山由紀夫内閣に、当時の「次の内閣」から入閣したのは20人中6人だけであった。鳩山由紀夫ネクスト総理大臣、菅直人ネクスト副総理、原口一博ネクスト総務大臣と長妻昭ネクスト年金担当大臣（厚生労働大臣兼任）の4人が同じ担当の役職に就任している。残り2人は岡田克也ネクスト国務大臣が外務大臣に、直嶋正行ネクスト官房長官兼ネクスト防衛大臣は経済産業大臣にそれぞれ就任した。
| 第5次鳩山「次の内閣」名簿             | 大臣                                                         | 副大臣                    |
| ------------------------------------- | ------------------------------------------------------------ | ------------------------- |
| ネクスト総理大臣                      | 鳩山由紀夫                                                   |                           |
| ネクスト副総理大臣                    | 小沢一郎 菅直人 輿石東                                       |                           |
| ネクスト国務大臣                      | 岡田克也                                                     |                           |
| ネクスト官房長官                      | 直嶋正行                                                     | 長妻昭 福山哲郎           |
| ネクスト総務大臣                      | 原口一博                                                     | 黄川田徹 加藤敏幸         |
| ネクスト外務大臣                      | 鉢呂吉雄                                                     | 武正公一 白眞勲           |
| ネクスト防衛大臣                      | 浅尾慶一郎（2009年7月24日退任） 直嶋正行（2009年8月3日就任） | 山口壮 一川保夫           |
| ネクスト内閣府担当大臣                | 松井孝治                                                     | 泉健太 藤本祐司           |
| ネクスト財務大臣                      | 中川正春                                                     | 松野頼久 大塚耕平         |
| ネクスト金融担当大臣 （経済財政担当） | 大畠章宏                                                     | 下条みつ 大久保勉         |
| ネクスト厚生労働大臣                  | 藤村修                                                       | 山井和則 中村哲治         |
| ネクスト年金担当大臣                  | 長妻昭                                                       | 蓮舫                      |
| ネクスト経済産業大臣                  | 増子輝彦                                                     | 大島敦 藤原正司           |
| ネクスト法務大臣                      | 細川律夫                                                     | 加藤公一 松野信夫         |
| ネクスト文部科学大臣                  | 小宮山洋子                                                   | 牧義夫 鈴木寛             |
| ネクスト子ども・男女共同参画担当大臣  | 神本美恵子                                                   | 西村智奈美 島田智哉子     |
| ネクスト農林水産大臣                  | 筒井信隆                                                     | 笹木竜三 高橋千秋         |
| ネクスト国土交通大臣                  | 長浜博行                                                     | 後藤斎 室井邦彦           |
| ネクスト環境大臣                      | 岡崎トミ子                                                   | 伴野豊 ツルネン・マルテイ |

### 海江田万里「次の内閣」
2012年12月28日発足。
第46回衆議院議員総選挙での大敗による政権からの下野に伴い、再び設置された。副大臣は設置されていないが、新たに「官房長官補佐」が新設された。政権担当時に実際に国務大臣となった人物も登用されており、原口一博（総務大臣）、郡司彰（農林水産大臣）、蓮舫（行政刷新・公務員制度改革大臣）は国務大臣時代の同一もしくはほぼ同等の役職を担当する。内閣府特命担当大臣（行政刷新）、内閣府特命担当大臣（「新しい公共」）などは職名としては第2次安倍内閣で廃止されたが、民主党次の内閣では引き継がれている。
| 海江田「次の内閣」名簿                                                      | 氏名                                                                      |
| --------------------------------------------------------------------------- | ------------------------------------------------------------------------- |
| ネクスト内閣総理大臣                                                        | 海江田万里                                                                |
| ネクスト内閣副総理大臣                                                      | 大畠章宏                                                                  |
| ネクスト国務大臣                                                            | 細野豪志                                                                  |
| ネクスト内閣官房長官                                                        | 桜井充                                                                    |
| ネクスト財務・金融大臣                                                      | 前原誠司                                                                  |
| ネクスト総務・地域主権改革担当大臣                                          | 原口一博                                                                  |
| ネクスト法務大臣                                                            | 前川清成                                                                  |
| ネクスト外務大臣                                                            | 山口壯                                                                    |
| ネクスト文部科学大臣                                                        | 林久美子                                                                  |
| ネクスト厚生労働大臣                                                        | 山井和則                                                                  |
| ネクスト経済産業大臣                                                        | 大久保勉                                                                  |
| ネクスト農林水産大臣                                                        | 郡司彰                                                                    |
| ネクスト国土交通大臣                                                        | 田中直紀                                                                  |
| ネクスト環境・原発事故担当大臣                                              | 篠原孝                                                                    |
| ネクスト防衛大臣                                                            | 広田一                                                                    |
| ネクスト復興大臣                                                            | 黄川田徹                                                                  |
| ネクスト内閣府担当大臣                                                      | 松本剛明                                                                  |
| ネクスト国家公安委員長・拉致問題・防災担当大臣                              | 渡辺周                                                                    |
| ネクスト沖縄･北方担当大臣                                                   | 生方幸夫                                                                  |
| ネクスト少子化・男女共同参画・消費者及び食品安全担当大臣                    | 菊田真紀子                                                                |
| ネクスト経済再生・科学技術・宇宙政策・ 情報通信技術（IT）・海洋政策担当大臣 | 福山哲郎                                                                  |
| ネクスト行政改革・公務員制度改革・規制改革担当大臣                          | 蓮舫                                                                      |
| ネクスト内閣官房副長官                                                      | 大島敦 高橋千秋                                                           |
| ネクスト官房長官補佐                                                        | 近藤洋介 三日月大造 大串博志 郡和子 柚木道義 尾立源幸 那谷屋正義 藤末健三 |

### 海江田万里改造「次の内閣」
2013年9月10日発足。
| 海江田改造「次の内閣」名簿                                                                          | 氏名                                                                                       |
| --------------------------------------------------------------------------------------------------- | ------------------------------------------------------------------------------------------ |
| ネクスト総理大臣                                                                                    | 海江田万里                                                                                 |
| ネクスト副総理大臣                                                                                  | 高木義明                                                                                   |
| ネクスト国務大臣                                                                                    | 大畠章宏                                                                                   |
| ネクスト国務大臣（憲法総合調査会長）                                                                | 枝野幸男                                                                                   |
| ネクスト国務大臣（エネルギー総合調査会長）                                                          | 直嶋正行                                                                                   |
| ネクスト国務大臣（安全保障総合調査会長）                                                            | 北澤俊美                                                                                   |
| ネクスト国務大臣（行財政改革総合調査会長）                                                          | 前原誠司                                                                                   |
| ネクスト国務大臣（経済連携･農業再生総合調査会長）                                                   | 玄葉光一郎                                                                                 |
| ネクスト国務大臣（社会保障総合調査会長）                                                            | 長妻昭                                                                                     |
| ネクスト内閣官房長官                                                                                | 桜井充                                                                                     |
| ネクスト財務・金融大臣                                                                              | 前原誠司                                                                                   |
| ネクスト総務・内閣府特命担当大臣（地域主権改革）                                                    | 原口一博                                                                                   |
| ネクスト法務大臣                                                                                    | 小川敏夫                                                                                   |
| ネクスト外務大臣                                                                                    | 福山哲郎                                                                                   |
| ネクスト文部科学大臣                                                                                | 笠浩史                                                                                     |
| ネクスト厚生労働大臣                                                                                | 山井和則                                                                                   |
| ネクスト経済産業大臣                                                                                | 田嶋要                                                                                     |
| ネクスト農林水産大臣                                                                                | 小川勝也                                                                                   |
| ネクスト国土交通大臣                                                                                | 広田一                                                                                     |
| ネクスト環境・内閣府特命担当大臣（原発事故）                                                        | 柳澤光美                                                                                   |
| ネクスト防衛大臣                                                                                    | 渡辺周                                                                                     |
| ネクスト内閣府担当大臣                                                                              | 大島敦                                                                                     |
| ネクスト国家公安委員長・内閣府特命担当大臣（拉致問題・防災）                                        | 長島昭久                                                                                   |
| ネクスト内閣府特命担当大臣（沖縄･北方対策）                                                         | 藤末健三                                                                                   |
| ネクスト内閣府特命担当大臣（少子化対策・男女共同参画・消費者及び食品安全）                          | 神本美恵子                                                                                 |
| ネクスト内閣府特命担当大臣（経済再生・科学技術・宇宙政策・ 情報通信技術（IT）・海洋政策・中小企業） | 近藤洋介                                                                                   |
| ネクスト内閣府特命担当大臣（公務員制度改革・規制改革）                                              | 小林正夫                                                                                   |
| ネクスト内閣官房副長官                                                                              | 松本剛明 吉川沙織                                                                          |
| ネクスト官房長官補佐                                                                                | 大串博志 玉木雄一郎 奥野総一郎 後藤祐一 大島九州男 安井美沙子 西村まさみ 小西洋之 金子洋一 |

### 海江田万里第2次改造「次の内閣」
2014年9月19日発足。
| 海江田第2次改造「次の内閣」名簿                                                                                | 氏名            |
| --- | --------------- |
| ネクスト総理大臣                                                                                               | 海江田万里      |
| ネクスト内閣官房長官                                                                                           | 福山哲郎        |
| ネクスト財務・金融大臣                                                                                         | 前原誠司        |
| ネクスト総務大臣 ネクスト内閣府特命大臣（地域主権改革・地方再生）                                              | 渡辺周          |
| ネクスト法務大臣                                                                                               | 江田五月        |
| ネクスト外務大臣                                                                                               | 長島昭久        |
| ネクスト文部科学大臣 スポーツ・文化芸術・伝統芸能担当                                                          | 中川正春        |
| ネクスト厚生労働大臣 年金改革担当 ネクスト内閣府特命大臣（少子化対策）                                         | 山井和則        |
| ネクスト経済産業大臣                                                                                           | 田嶋要          |
| ネクスト農林水産大臣                                                                                           | 篠原孝          |
| ネクスト国土交通大臣 ネクスト内閣府特命大臣（沖縄及び北方対策）                                                | 荒井聰          |
| ネクスト環境大臣 ネクスト内閣府特命大臣（原発事故収束及び再発防止）                                            | 近藤昭一        |
| ネクスト防衛大臣 集団的自衛権関連法制担当                                                                      | 大野元裕        |
| ネクスト復興大臣                                                                                               | 黄川田徹        |
| ネクスト国家公安委員長 拉致問題担当、防災担当                                                                  | 大島敦          |
| ネクスト内閣府特命大臣（新しい公共・社会的包摂・消費者及び食品安全・ 男女共同参画・子供の貧困・自殺対策・NPO） | 辻元清美        |
| ネクスト内閣府特命大臣（国家基本戦略・経済再生・公務員制度改革）                                               | 藤本祐司        |
| ネクスト内閣府特命大臣（科学技術・IT・宇宙・海洋・中小企業）                                                   | 生方幸夫        |
| ネクスト内閣府特命大臣（行政刷新・行政改革）                                                                   | 蓮舫            |
| ネクスト内閣官房副長官                                                                                         | 長妻昭 大塚耕平 |
| エネルギー環境総合調査会長                                                                                     | 直嶋正行        |
| 安全保障総合調査会長                                                                                           | 北澤俊美        |
| 行財政改革総合調査会長                                                                                         | 前原誠司        |
| 地方再生総合調査会長                                                                                           | 渡辺周          |
| 社会保障と税の一体改革総合調査会長                                                                             | 松本剛明        |
| 新しい公共･社会的包摂総合調査会長                                                                              | 辻元清美        |
| 憲法調査会長                                                                                                   | 江田五月        |
| 税制調査会長                                                                                                   | 古川元久        |

### 第3次岡田克也「次の内閣」
2015年1月22日発足。
| 第3次岡田「次の内閣」名簿                                                                                                | 氏名                     |
| --- | ------------------------ |
| ネクスト総理大臣 | 岡田克也                 |
| ネクスト内閣官房長官 | 細野豪志                 |
| ネクスト財務・金融大臣                                                                                                   | 前原誠司                 |
| ネクスト総務大臣 ネクスト内閣府特命大臣（地域主権改革・地方再生）                                                        | 逢坂誠二                 |
| ネクスト法務大臣（特定秘密担当）                                                                                         | 小川敏夫                 |
| ネクスト外務大臣 | 長島昭久                 |
| ネクスト文部科学大臣 スポーツ・文化芸術・伝統芸能担当                                                                    | 平野博文                 |
| ネクスト厚生労働大臣 年金改革担当 ネクスト内閣府特命大臣（少子化対策）                                                   | 山井和則                 |
| ネクスト経済産業大臣 | 渡辺周                   |
| ネクスト農林水産大臣 | 岸本周平                 |
| ネクスト国土交通大臣 ネクスト内閣府特命大臣（沖縄及び北方対策）                                                          | 荒井聰                   |
| ネクスト環境大臣 ネクスト内閣府特命大臣（原発事故収束及び再発防止）                                                      | 馬淵澄夫                 |
| ネクスト防衛大臣 集団的自衛権関連法制担当                                                                                | 大野元裕                 |
| ネクスト復興大臣 | 黄川田徹                 |
| ネクスト国家公安委員長 拉致問題担当、防災担当                                                                            | 松原仁                   |
| ネクスト内閣府特命大臣（新しい公共・社会的包摂・消費者及び食品安全・ 男女共同参画・子ども・子どもの貧困・自殺対策・NPO） | 阿部知子                 |
| ネクスト内閣府特命大臣（国家基本戦略・経済再生・公務員制度改革）                                                         | 古本伸一郎               |
| ネクスト内閣府特命大臣（科学技術・IT・宇宙・海洋・中小企業）                                                             | 相原久美子               |
| ネクスト内閣府特命大臣（行政刷新・行政改革）                                                                             | 階猛                     |
| エネルギー環境総合調査会長                                                                                               | 直嶋正行                 |
| 安全保障総合調査会長 | 北澤俊美                 |
| 行財政改革総合調査会長                                                                                                   | 前原誠司                 |
| 社会保障と税の一体改革総合調査会長                                                                                       | 松本剛明                 |
| ネクスト内閣官房副長官                                                                                                   | 辻元清美 大島敦 大塚耕平 |
| 憲法調査会長 | 江田五月                 |
| 税制調査会長 | 古川元久                 |

## 民進党歴代「次の内閣」閣僚名簿

### 岡田克也「次の内閣」
2016年3月30日発足。
| 岡田「次の内閣」名簿                                                                                           | 大臣                              | 副大臣 |
| --- | --------------------------------- | --- |
| ネクスト総理大臣                                                                                               | 岡田克也                          | |
| ネクスト副総理大臣                                                                                             | 江田憲司                          | |
| ネクスト内閣官房長官                                                                                           | 山尾志桜里                        | |
| ネクスト財務・金融大臣                                                                                         | 前原誠司                          | 木内孝胤（財務金融） 大久保勉（財政金融）                                                                             |
| ネクスト総務大臣 ネクスト内閣府特命大臣（地域主権改革・地方再生）                                              | 逢坂誠二                          | 奥野総一郎（総務） 石上俊雄（総務） 宮崎岳志（地方創生） 森本真治（地方・消費者）                                     |
| ネクスト法務大臣（特定秘密担当）                                                                               | 井出庸生                          | 柚木道義（法務） 有田芳生（法務）                                                                                     |
| ネクスト外務大臣                                                                                               | 長島昭久                          | 武正公一（外務） 榛葉賀津也（外交防衛） 藤田幸久（ODA）                                                               |
| ネクスト文部科学大臣 スポーツ・文化芸術・伝統芸能担当 2020年東京オリンピック・パラリンピック競技大会担当       | 平野博文                          | 太田和美（文部科学） 那谷屋正義（文教科学）                                                                           |
| ネクスト厚生労働大臣 年金改革担当 ネクスト内閣府特命大臣（少子化対策）                                         | 川田龍平                          | 西村智奈美（厚生労働） 津田弥太郎（厚生労働）                                                                         |
| ネクスト経済産業大臣                                                                                           | 近藤洋介                          | 升田世喜男（経済産業） 安井美沙子（経済産業）                                                                         |
| ネクスト農林水産大臣                                                                                           | 岸本周平                          | 小山展弘（農水） 小川勝也（農水）                                                                                     |
| ネクスト国土交通大臣 ネクスト内閣府特命大臣（沖縄及び北方対策）                                                | 荒井聰                            | 津村啓介（国土交通） 広田一（国土交通） 小川淳也（沖縄北方） 藤本祐司（沖縄北方）                                     |
| ネクスト環境大臣 ネクスト内閣府特命大臣（原発事故収束及び再発防止）                                            | 直嶋正行                          | 福田昭夫（環境） 水野賢一（環境） 田嶋要（原子力） 風間直樹（復興原子力）                                             |
| ネクスト防衛大臣 集団的自衛権関連法制担当                                                                      | 大島敦                            | 玉木雄一郎（安全保障） 榛葉賀津也（外交防衛）                                                                         |
| ネクスト復興大臣                                                                                               | 郡和子                            | 金子恵美（復興） 風間直樹（復興原子力）                                                                               |
| ネクスト国家公安委員長 拉致問題担当、防災担当                                                                  | 松原仁                            | 緒方林太郎（内閣） 神山洋介（災害対策） 白眞勲（拉致問題） 菊田真紀子（拉致問題） 藤本祐司（内閣） 広田一（災害対策） |
| ネクスト内閣府特命大臣（新しい公共・社会的包摂・消費者及び食品安全・ 男女共同参画・子ども・子どもの貧困・NPO） | 阿部知子                          | 緒方林太郎（内閣） 藤本祐司（内閣） 中根康浩（消費者） 森本真治（地方・消費者）                                       |
| ネクスト内閣府特命大臣（国家基本戦略・経済再生・公務員制度改革）                                               | 古本伸一郎                        | 緒方林太郎（内閣） 藤本祐司（内閣）                                                                                   |
| ネクスト内閣府特命大臣（科学技術・IT・宇宙・海洋・中小企業）                                                   | 相原久美子                        | 緒方林太郎（内閣） 藤本祐司（内閣） 津村啓介（科学技術）                                                              |
| ネクスト内閣府特命大臣（行政刷新・行政改革）                                                                   | 階猛                              | 寺田学（決算行監） 難波奨二（決算） 柳澤光美（行政監視）                                                              |
| ネクスト内閣官房副長官                                                                                         | 大島敦 大塚耕平 大串博志 井出庸生 | |
| 安全保障調査会長                                                                                               | 北澤俊美                          | |
| 税制調査会長                                                                                                   | 古川元久                          | |
| エネルギー環境調査会長                                                                                         | 直嶋正行                          | |

### 蓮舫「次の内閣」
2016年9月26日発足。
| 蓮舫「次の内閣」名簿                                                                                           | 氏名 |
| --- | --- |
| ネクスト総理大臣                                                                                               | 蓮舫 |
| ネクスト副総理大臣                                                                                             | 細野豪志（2017年4月25日退任） 江田憲司                                                                               |
| ネクスト内閣官房長官                                                                                           | 大串博志 |
| ネクスト財務・金融大臣                                                                                         | 大塚耕平 |
| ネクスト総務大臣 ネクスト内閣府特命大臣（地域主権改革・地方再生）                                              | 奥野総一郎 |
| ネクスト法務大臣（特定秘密担当）                                                                               | 有田芳生 |
| ネクスト外務大臣                                                                                               | 藤田幸久 |
| ネクスト文部科学大臣 スポーツ・文化芸術・伝統芸能担当 2020年東京オリンピック・パラリンピック競技大会担当       | 平野博文 |
| ネクスト厚生労働大臣 年金改革担当 ネクスト内閣府特命大臣（少子化対策）                                         | 足立信也 |
| ネクスト経済産業大臣                                                                                           | 田嶋要 |
| ネクスト農林水産大臣                                                                                           | 村岡敏英 |
| ネクスト国土交通大臣 ネクスト内閣府特命大臣（沖縄及び北方対策）                                                | 黒岩宇洋 |
| ネクスト環境大臣 ネクスト内閣府特命大臣（原発事故収束及び再発防止）                                            | 田島一成 |
| ネクスト防衛大臣 集団的自衛権関連法制担当                                                                      | 青柳陽一郎 |
| ネクスト復興大臣                                                                                               | 金子恵美 |
| ネクスト国家公安委員長 拉致問題担当、防災担当                                                                  | 松原仁 |
| ネクスト内閣府特命大臣（新しい公共・NPO・消費者及び食品安全・ 男女共同参画・社会的包摂・子ども・子どもの貧困） | 相原久美子 |
| ネクスト内閣府特命大臣（国家基本戦略・経済再生・公務員制度改革）                                               | 神山洋介 |
| ネクスト内閣府特命大臣（科学技術・IT・宇宙・海洋・中小企業）                                                   | 北神圭朗 |
| ネクスト内閣府特命大臣（行政刷新・行政改革）                                                                   | 今井雅人 |
| 安全保障調査会長                                                                                               | 岡田克也（2017年5月9日就任）                                                                                         |
| エネルギー環境調査会長                                                                                         | 玄葉光一郎（2016年10月11日就任）                                                                                     |
| 税制調査会長                                                                                                   | 古川元久（2016年10月11日就任）                                                                                       |
| ネクスト内閣官房副長官                                                                                         | 階猛（2017年4月11日退任） 西村智奈美（2017年4月11日就任） 藤末健三（2017年8月9日除籍） 大塚耕平（2017年4月11日就任） |

### 前原誠司「次の内閣」
2017年9月19日発足。
| 前原誠司 「次の内閣」名簿                                                                                      | 氏名                         |
| --- | ---------------------------- |
| ネクスト総理大臣                                                                                               | 前原誠司                     |
| ネクスト副総理大臣                                                                                             | 枝野幸男                     |
| ネクスト内閣官房長官                                                                                           | 階猛                         |
| ネクスト財務・金融大臣                                                                                         | 古川元久                     |
| ネクスト総務大臣 ネクスト内閣府特命大臣（地域主権改革・地方再生）                                              | 近藤昭一                     |
| ネクスト法務大臣（特定秘密担当）                                                                               | 黒岩宇洋                     |
| ネクスト外務大臣                                                                                               | 藤田幸久                     |
| ネクスト文部科学大臣 スポーツ・文化芸術・伝統芸能担当 2020年東京オリンピック・パラリンピック競技大会担当       | 菊田真紀子                   |
| ネクスト厚生労働大臣 年金改革担当 ネクスト内閣府特命大臣（少子化対策）                                         | 足立信也                     |
| ネクスト経済産業大臣                                                                                           | 北神圭朗                     |
| ネクスト農林水産大臣                                                                                           | 村岡敏英                     |
| ネクスト国土交通大臣 ネクスト内閣府特命大臣（沖縄及び北方対策）                                                | 小宮山泰子                   |
| ネクスト環境大臣 ネクスト内閣府特命大臣（原発事故収束及び再発防止）                                            | 荒井聰                       |
| ネクスト防衛大臣 集団的自衛権関連法制担当                                                                      | 古本伸一郎                   |
| ネクスト復興大臣                                                                                               | 金子恵美                     |
| ネクスト国家公安委員長 拉致問題担当、防災担当                                                                  | 鷲尾英一郎                   |
| ネクスト内閣府特命大臣（新しい公共・NPO・消費者及び食品安全・ 男女共同参画・社会的包摂・子ども・子どもの貧困） | 白眞勲                       |
| ネクスト内閣府特命大臣（国家基本戦略・経済再生・公務員制度改革）                                               | 相原久美子                   |
| ネクスト内閣府特命大臣（科学技術・IT・宇宙・海洋・中小企業）                                                   | 大島九州男                   |
| ネクスト内閣府特命大臣（行政刷新・行政改革）                                                                   | 青柳陽一郎                   |
| ネクスト内閣官房副長官                                                                                         | 田島一成 田名部匡代 大塚耕平 |

## 立憲民主党歴代「次の内閣」閣僚名簿

### 泉健太「次の内閣」
2022年9月13日発足。
| 泉健太「次の内閣」名簿                                                   | 氏名       | 備考                                |
| ------------------------------------------------------------------------ | ---------- | ----------------------------------- |
| ネクスト総理大臣                                                         | 泉健太     | 党代表、泉G会長、元内閣府大臣政務官 |
| ネクスト内閣官房長官                                                     | 長妻昭     | 党政務調査会長、元厚生労働大臣      |
| ネクスト内閣府担当大臣（災害対策、消費者、科学技術、デジタル、行政監視） | 杉尾秀哉   |                                     |
| ネクスト総務大臣（地方創生、倫理選挙）                                   | 野田国義   | 元八女市長                          |
| ネクスト法務大臣                                                         | 牧山ひろえ |                                     |
| ネクスト外務・安全保障大臣（拉致問題、ODA）                              | 玄葉光一郎 | 元外務大臣・内閣府特命担当大臣      |
| ネクスト財務・金融大臣（予算、決算）                                     | 階猛       | 階G会長、元総務大臣政務官           |
| ネクスト文部科学大臣                                                     | 菊田真紀子 | 元外務大臣政務官                    |
| ネクスト厚生労働大臣                                                     | 早稲田夕季 |                                     |
| ネクスト農林水産大臣                                                     | 金子恵美   | 元内閣府大臣政務官・復興大臣政務官  |
| ネクスト経済産業大臣                                                     | 田嶋要     | 元経済産業大臣政務官                |
| ネクスト国土交通・復興大臣（沖縄・北方）                                 | 小宮山泰子 |                                     |
| ネクスト環境大臣（原子力問題）                                           | 近藤昭一   | 近藤G会長、元環境副大臣             |
| ネクスト内閣官房副長官                                                   | 大西健介   |                                     |
| ネクスト内閣官房副長官                                                   | 城井崇     | 元文部科学大臣政務官                |
| ネクスト内閣官房副長官                                                   | 小西洋之   |                                     |

### 泉健太改造「次の内閣」
2024年1月26日発足。
| 泉健太「次の内閣」名簿                                                   | 氏名       | 備考                                |
| ------------------------------------------------------------------------ | ---------- | ----------------------------------- |
| ネクスト総理大臣                                                         | 泉健太     | 党代表、泉G会長、元内閣府大臣政務官 |
| ネクスト内閣官房長官                                                     | 長妻昭     | 党政務調査会長、元厚生労働大臣      |
| ネクスト内閣府担当大臣（災害対策・消費者・科学技術・デジタル・行政監視） | 杉尾秀哉   |                                     |
| ネクスト総務大臣（地方創生・倫理選挙）                                   | 野田国義   | 元八女市長                          |
| ネクスト法務大臣                                                         | 牧山弘恵   |                                     |
| ネクスト外務大臣（ODA）                                                  | 玄葉光一郎 | 元外務大臣・内閣府特命担当大臣      |
| ネクスト安全保障大臣（拉致問題）                                         | 渡辺周     | 元総務副大臣・防衛副大臣            |
| ネクスト財務・金融大臣（予算・決算）                                     | 階猛       | 階G会長、元総務大臣政務官           |
| ネクスト文部科学大臣・ネクスト子ども政策担当大臣（子ども政策）           | 菊田真紀子 | 元外務大臣政務官                    |
| ネクスト厚生労働大臣                                                     | 高木真理   |                                     |
| ネクスト農林水産大臣                                                     | 金子恵美   | 元内閣府大臣政務官・復興大臣政務官  |
| ネクスト経済産業大臣                                                     | 田嶋要     | 元経済産業大臣政務官                |
| ネクスト国土交通・復興大臣（沖縄・北方）                                 | 小宮山泰子 |                                     |
| ネクスト環境大臣（原子力問題）                                           | 近藤昭一   | 近藤G会長、元環境副大臣             |
| ネクスト内閣官房副長官                                                   | 大西健介   |                                     |
| ネクスト内閣官房副長官                                                   | 城井崇     | 元文部科学大臣政務官                |
| ネクスト内閣官房副長官                                                   | 徳永エリ   |                                     |

### 野田佳彦「次の内閣」
2024年9月30日発足。。
| 野田佳彦「次の内閣」名簿                         | 氏名       | 備考                                                 |
| ------------------------------------------------ | ---------- | ---------------------------------------------------- |
| ネクスト総理大臣                                 | 野田佳彦   | 党代表、野田G会長、元内閣総理大臣、元財務大臣        |
| ネクスト内閣官房長官                             | 重徳和彦   | 党政務調査会長、重徳G会長                            |
| ネクスト内閣府統括・防災・国家公安委員会担当大臣 | 杉尾秀哉   |                                                      |
| ネクスト経済財政担当大臣                         | 馬淵澄夫   | 元国土交通大臣兼海洋政策担当大臣兼内閣府特命担当大臣 |
| ネクスト地方創生・消費者・沖縄北方担当大臣       | 石川香織   |                                                      |
| ネクストジェンダー・共生・孤独孤立担当大臣       | 吉田晴美   |                                                      |
| ネクスト子ども政策担当大臣                       | 西村智奈美 |                                                      |
| ネクストデジタル・行政改革・公務員改革担当大臣   | 牧山弘恵   |                                                      |
| ネクスト復興・福島再生担当大臣                   | 岡本章子   |                                                      |
| ネクスト総務大臣                                 | 野田国義   |                                                      |
| ネクスト法務大臣                                 | 打越さく良 |                                                      |
| ネクスト外務・拉致問題担当大臣                   | 渡辺周     | 元総務副大臣、元防衛副大臣                           |
| ネクスト財務金融大臣                             | 階猛       | 階G会長                                              |
| ネクスト文部科学大臣                             | 牧義夫     | 元厚生労働副大臣                                     |
| ネクスト厚生労働大臣                             | 山井和則   |                                                      |
| ネクスト農林水産大臣                             | 金子恵美   |                                                      |
| ネクスト経済産業大臣                             | 田嶋要     |                                                      |
| ネクスト国土交通大臣                             | 小宮山泰子 |                                                      |
| ネクスト環境大臣                                 | 近藤昭一   | 近藤G会長、元環境副大臣                              |
| ネクスト安全保障大臣                             | 福山哲郎   | 元外務副大臣、元内閣官房副長官                       |
| 税制調査会長                                     | 大西健介   |                                                      |
| 憲法調査会長                                     | 逢坂誠二   |                                                      |

### 野田佳彦改造「次の内閣」
2024年11月11日発足
。
| 野田佳彦「次の内閣」名簿                         | 氏名       | 備考                                                 |
| ------------------------------------------------ | ---------- | ---------------------------------------------------- |
| ネクスト総理大臣                                 | 野田佳彦   | 党代表、野田G会長、元内閣総理大臣、元財務大臣        |
| ネクスト内閣官房長官                             | 重徳和彦   | 党政務調査会長、重徳G会長                            |
| ネクスト内閣府統括・防災・国家公安委員会担当大臣 | 杉尾秀哉   |                                                      |
| ネクスト経済財政担当大臣                         | 馬淵澄夫   | 元国土交通大臣兼海洋政策担当大臣兼内閣府特命担当大臣 |
| ネクスト地方創生・消費者・沖縄北方担当大臣       | 石川香織   |                                                      |
| ネクストジェンダー・共生・孤独孤立担当大臣       | 吉田晴美   |                                                      |
| ネクスト子ども政策担当大臣                       | 高木真理   |                                                      |
| ネクストデジタル・行政改革・公務員改革担当大臣   | 中谷一馬   |                                                      |
| ネクスト復興・福島再生大臣                       | 岡本章子   |                                                      |
| ネクスト総務大臣                                 | 野田国義   | 2025年7月28日免                                      |
| ネクスト総務大臣                                 | （吉川元） | 代理 2025年7月29日指定                               |
| ネクスト法務大臣                                 | 打越さく良 |                                                      |
| ネクスト外務・拉致問題担当大臣                   | 武正公一   | 元総務副大臣、元防衛副大臣                           |
| ネクスト財務金融大臣                             | 階猛       | 階G会長                                              |
| ネクスト文部科学大臣                             | 牧義夫     | 2024年11月28日免 元厚生労働副大臣                    |
| ネクスト文部科学大臣                             | 津村啓介   | 2024年11月28日任                                     |
| ネクスト厚生労働大臣                             | 山井和則   |                                                      |
| ネクスト農林水産大臣                             | 金子恵美   |                                                      |
| ネクスト経済産業大臣                             | 田嶋要     |                                                      |
| ネクスト国土交通大臣                             | 小宮山泰子 |                                                      |
| ネクスト環境大臣                                 | 篠原孝     | 元農林水産副大臣                                     |
| ネクスト安全保障大臣                             | 福山哲郎   | 2025年8月1日免 元外務副大臣、元内閣官房副長官        |
| ネクスト安全保障大臣                             | （篠原豪） | 代理 2025年8月2日指定                                |
| 税制調査会長                                     | 大西健介   |                                                      |
| 憲法調査会長                                     | 逢坂誠二   | 2024年11月28日免。                                   |
| 憲法調査会長                                     | 山花郁夫   | 2024年11月28日任                                     |